# Jours de gloire (film, 1944)
Pour les articles homonymes, voir Jour de gloire.
Pour plus de détails, voir Fiche technique et Distribution.
Jours de gloire (Days of Glory) est un film américain de Jacques Tourneur, sorti en 1944.

## Synopsis
Face à l'avancée des Allemands sur le front russe, des groupes de patriotes soviétiques rentrent en résistance. L'un d'entre eux est composé de Vladimir, le chef, Semyon, son second (un russe ayant enseigné à Oxford), Yelena, une ouvrière devenue combattante, Sasha, un brave porté sur la boisson, Fedor, un forgeron, Dmitri, un paysan, Petrov, un soldat taciturne, Mitya, un courageux adolescent de 16 ans, et sa jeune soeur Olga. La routine du groupe est perturbée lorsque Nina, une danseuse de Moscou, arrive dans leur cachette après avoir été séparée de sa troupe.

## Fiche technique
- Titre original : Days of Glory
- Titre français : Jours de gloire
- Réalisation : Jacques Tourneur
- Scénario : Casey Robinson
- Musique : Daniele Amfitheatrof
  - Direction musicale : Constantin Bakaleinikoff
- Direction artistique : Albert S. D'Agostino, Carroll Clark
- Décors : Darrell Silvera, Harley Miller
- Costumes : Renié
- Photographie : Tony Gaudio
- Son : Richard Van Hessen
- Montage : Joseph Noriega
- Production : Casey Robinson
- Société de production : RKO Radio Pictures
- Société de distribution : RKO Radio Pictures
- Pays de production :  États-Unis
- Langue originale : anglais, allemand
- Format : noir et blanc — 35 mm — 1,37:1 —  son Mono (RCA Sound System)
- Genre : film de guerre
- Durée : 86 minutes
- Dates de sortie :
  - États-Unis : 8 juin 1944 (première en Pennsylvanie)
  - France : 16 janvier 1948 (en province uniquement)[1]

## Distribution
- Gregory Peck : Vladimir
- Tamara Toumanova : Nina Ivanova
- Maria Palmer : Yelena Komarova
- Lowell Gilmore : Semyon
- Alan Reed : Sasha
- Hugo Haas : Fedor
- Igor Dolgoruki : Dmitri
- Edward Durst : Petrov
- Glenn Vernon : Mitya
- Dena Penn : Olga, la jeune soeur de Mitya
- Lou Crosby : Johann Staub
- Joseph Vitale : Seminov

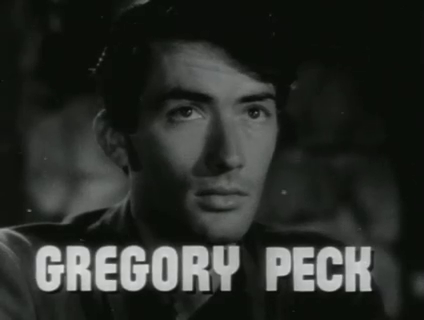
Gregory Peck
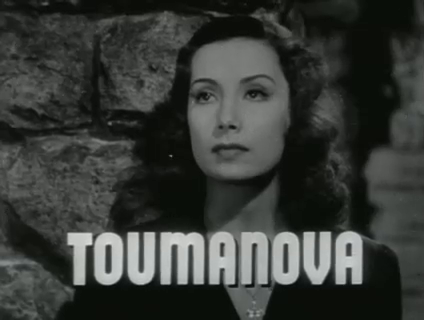
Tamara Toumanova
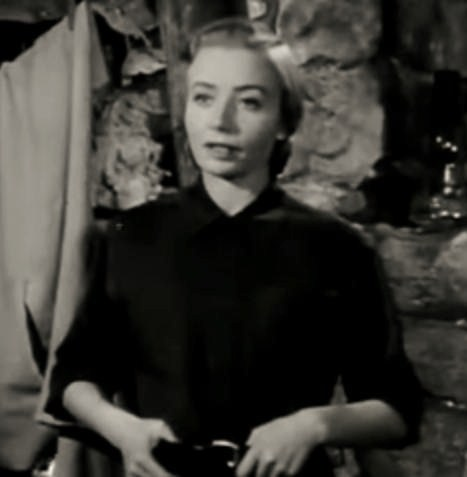
Maria Palmer

## A propos du film
- une voix off signale au début du film qu'aucun des acteurs du film n'avait précédemment tourné au cinéma : il s'agit en particulier de la première apparition à l'écran de Gregory Peck.
- le scénariste Casey Robinson devint aussi producteur pour ce film ; il épousa peu après l'actrice principale, Tamara Toumanova, une ballerine qui dansait depuis 1933 aux Ballets russes de Monte-Carlo.